# Mimosa boliviana
Mimosa boliviana är en ärtväxtart som beskrevs av George Bentham. Mimosa boliviana ingår i släktet mimosor, och familjen ärtväxter. Inga underarter finns listade i Catalogue of Life.